# Sulów
Sulów – wieś w Polsce położona w województwie lubelskim, w powiecie kraśnickim, w gminie Zakrzówek.
Wieś cystersów koprzywnickich w powiecie urzędowskim województwa lubelskiego w 1786 roku. W latach 1975–1998 miejscowość administracyjnie należała do ówczesnego województwa lubelskiego.
Wieś stanowi sołectwo gminy Zakrzówek. Według Narodowego Spisu Powszechnego (III 2011 r.) wieś liczyła 923 mieszkańców.
Wieś w województwie lubelskim, należąca do najstarszych na tym terenie miejscowości. Położona jest na Wzniesieniach Urzędowskich, granicząca od wschodu z Majdanem-Grabina i Studziankami, od południa z Blinowem, od zachodu z Kolonią Góry, od północy z Zakrzówkiem-Wsią. Zajmuje obszar 1241 ha. Liczy 1029 mieszkańców (1996).
Zabudowa ciągnie się z południa na północ wzdłuż rzeki Bystrzycy i drogi Szastarka – Zakrzówek.

## Historia
Najstarsze wzmianki o istnieniu Sulowa pochodzą z roku 1277, kiedy to został on nadany cystersom z Koprzywnicy przez Awdańca, komesa Pawła z Samborca. Nazwa miejscowości występuje w różnych brzmieniach: „Sulowa” (1277), „Sulicetow” (akt legata papieskiego – 1279), „Sulichechow” (potwierdzenie nadania przez Leszka, księcia krakowskiego – 1284), „Sulichow”, „Sulichowiece”, „Suleiow” (1284), „Szulow” (Długosz), „Sulyow” i „Svlyow” (1531). Od 1674 „Sulow”, zaś od 1827 „Sulów”.
W połowie XV wieku wieś należała do parafii Kraśnik. Długosz opisuje szczegółowo powinność wsi wobec klasztoru w Koprzywnicy.
W roku 1456 Kazimierz IV Jagiellończyk oświadcza, że na podstawie przedłożonych mu przywilejów książąt Bolesława i Leszka mieszkańcy wsi Bystrzyca, Sułów i Zakrzów są wolni od powinności na rzecz zamku lubelskiego.
We wsi był folwark i młyn. Notatka z roku 1676 potwierdza istnienie Sulowa i Zakrzówka, ponieważ opat koprzywnicki uiszczał opłatę na rzecz Królestwa od 3 dworów, 7 usług i 37 podanych. Jeden z tych dworów znajdował się w Sulowie. Do dóbr folwarku w Sulowie należało „270 roli, 28 łąk 3 ogrody 44 pastwisk”, jak również las. Od końca XVI wieku Sulów należał do nowo powstałej parafii Zakrzówek.
Po kasacie klasztoru w roku 1819 tereny te nabył książę Adam Jerzy Czartoryski. Po powstaniu listopadowym przeszły one na własność rządu. Dnia 5 lipca 1866 roku zgodnie z postanowieniem carskim otrzymał je generał rosyjski Teodor Trepow, a po nim odziedziczył je jego syn – Kazimierz Trepow, który uzyskał ukaz cesarski na rozparcelowanie donacji pod warunkiem utworzenia parafii prawosławnej w Zakrzówku. Parcelacja odbyła się w latach 1902–1903.
W 1905 roku wieś miała 142 domy 1194 mieszkańców, oraz folwark. W 1921 r. Sulów miał 187 domów 1175 mieszkańców. Ze względu na brak drogi utwardzonej wzdłuż wsi, strona wschodnia i zachodnia Sulowa miały własne drogi, łączące go z Zakrzówkiem (str. wsch. – „kościelna droga”, str. zach. – „gościniec”). Wieś przecinała ze wschodu na zachód droga handlowa (gościniec) Turobin – Kraśnik.
Przy drodze, gdzie teraz jest wybudowana remiza OSP, garaże Kółka Rolniczego, kapliczka, była karczma, założona przez Żydów. Druga karczma była w drugim końcu wsi. W roku 2007 otwarto stok narciarski w Sulowie.